# Krokoms kommunvapen

Krokoms kommunvapen med en gumse i "hällristningsmaner"

Krokoms kommunvapen nyskapades när kommunen hade bildats på 1970-talet.

## Blasonering
Blasonering: I fält av silver en av vågskuror bildad dubbel blå sparre, sänkt och störtad, däröver en röd gumse i hällristningsmanér.

## Bakgrund
Vapnet skapades av konstnären Gunnar Rudin och registrerades hos Patent- och registreringsverket 1977. Han fick uppdraget av kommunen och hans förslag utgick från hällristningar i Glösabäcken. Det ursprungliga förslaget innehöll även ett solkors, men det utmönstrades när man i samarbete med Riksarkivet anpassade Rudins förslag till heraldikens formkrav. Trots det kan man hävda att det inte står i överensstämmelse med heraldikens grundidéer att redan i blasoneringen fastslå vilken stil en vis vapenbild skall ritas i.

## Vapen för tidigare kommuner inom den nuvarande kommunen
Av de tidigare kommuner som lades samman när den nuvarande kommunen bildades 1974, hade endast Offerdal ett vapen. Det hade fastställts av Kungl. Maj:t (regeringen) den 10 januari 1957 med blasoneringen: Sköld delad av silver, vari en blå älghornskrona, och av blått, vari en uppåtriktad spänd båge med pålagd pil, båda av silver. Vapnet utgjorde en heraldisk stilisering av motivet i ett tingslagssigill från 1600-talet. Motiven, älghornskronan och pilen med bågen, syftar på jaktens historiska betydelse för bygden. Dess giltighet upphörde i samband med att den tidigare landskommunen uppgick i Krokoms kommun.

Offerdals landskommun (1957-1970) Offerdals kommun (1971-1973)